# Giórgos Charvaliás
Giórgos Charvaliás (grec moderne : Γιώργος Χαρβαλιάς ; Athènes, 1956) est un peintre et professeur d'université grec.

## Biographie
Giórgos Charvaliás naît à Athènes, en 1956. Il suit des études d'arts graphiques au sein du Centre des applications technologiques, avant de poursuivre ses études au sein de l'École des beaux-arts d'Athènes entre 1976 et 1983 auprès des professeurs Dimítris Mytarás, Leftéris Kanakákis et Dimosthénis Kokkinídis. Par la suite, en tant que collaborateur scientifique de l'École des beaux-arts d'Athènes, il est l'élève de Níkos Kessanlís. Au cours de la période entre 1979 et 1985, il enseigne à l'Établissement d'enseignement technologique d'Athènes, initialement en tant qu'assistant, puis en tant que professeur, et depuis 1987, il enseigne la peinture à l'École des beaux-arts d'Athènes. En 2006, il est élu vice-recteur de l'école et en 2009, il en devient le recteur, poste qu'il occupe entre 2010 et 2014,.
Le style artistique de Charvaliás appartient à l'expressionnisme et à l'action painting abstraite. Depuis 1985, il présente ses œuvres dans des expositions individuelles et collectives en Grèce et dans d'autres pays. Nombre d'œuvres de Charvaliás sont exposées au sein d'institutions, de musées et de collections tels que, entre autres, la Pinacothèque nationale d'Athènes, le Musée national d'art contemporain d'Athènes, le Musée Vorrés, ainsi que la Galerie municipale de Rhodes.,